# Гленн, Джонатан
Джонатан Рикардо Гленн (род. 27 августа 1987 года) — тринидадский футболист, нападающий исландского клуба «Вестманнаэйяр» и сборной Тринидада и Тобаго.

## Карьера
Нападающий на своей родине окончил колледж Св. Антони, после чего переехал учиться в американскую Флориду. Там Гленн начал свою футбольную карьеру. Несколько лет он выступал за несколько американских команд из университетских лиг.
В 2014 году Гленна заметили в Европе. Там он подписал контракт со скромным исландским клубом «Вестманнаэйяр». Первый сезон в новом клубе сложился для Гленна удачно. Он помог команде остаться в Высшем исландском дивизионе. Попутно этому он забил 12 голов и стал вторым бомбардиром в чемпионате.
В 2022 году был главным тренером женского клуба «Вестманнаэйяр».
После окончания карьеры тренировал женские футбольные исландские команды «Вестманнаэйяр» и «Кеблавик».

## Сборная
Успехи Гленна в Исландии не остались не замеченными на родине. В ноябре 2014 года он был вызван в состав национальной сборной на Карибский Кубок. Дебютировал за Тринидад и Тобаго нападающий 11 ноября в матче группового этапа Кубка против сборной Кюрасао.